# Kvarteret Rådstugan

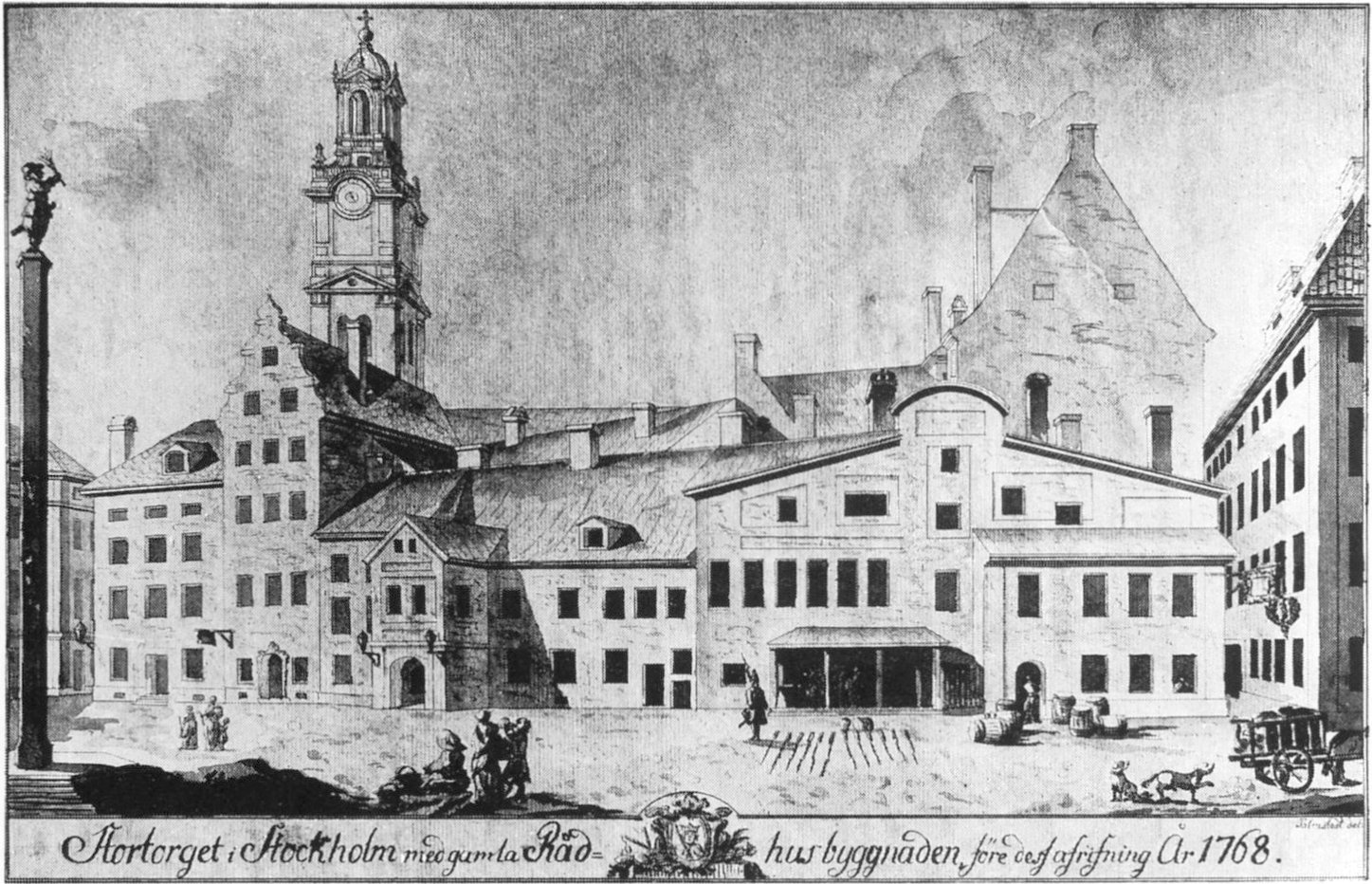
Rådstugan som gav kvarteret sitt namn, 1768.

Kvarteret Rådstugan är ett kvarter i Gamla stan, Stockholm. Kvarteret omges av Högvaktsterrassen i norr, Källargränd i öster, Stortorget i söder och Trångsund i väster. 

## Beskrivning
Kvarteret ligger i Gamla stans historiska centrum och består idag av två fastigheter Rådstugan 1 (Börshuset) och Rådstugan 2 (Sankt Nicolai kyrka). Mellan dem ligger Storkyrkans gård som hör till Rådstugan 2. Det nutida kvartersnamnet Rådstugan har sitt ursprung i de tidigare rådstugubyggnaderna, och är ett av få kvartersnamn i Gamla stan som inte anknyter till antikens mytologi. Kvarteret har inte förändrat sitt utseende sedan 1776 då Börshuset invigdes av Gustav III.

## Kvarterets utseende under tiden

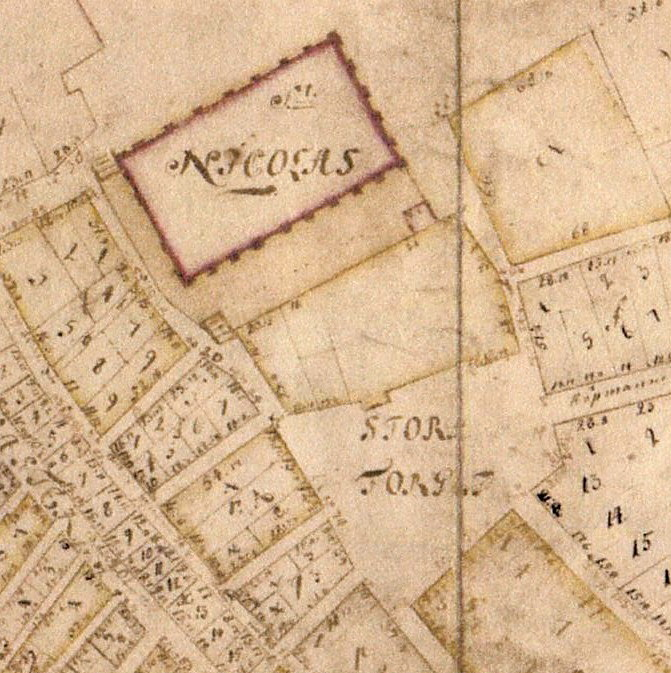
1716
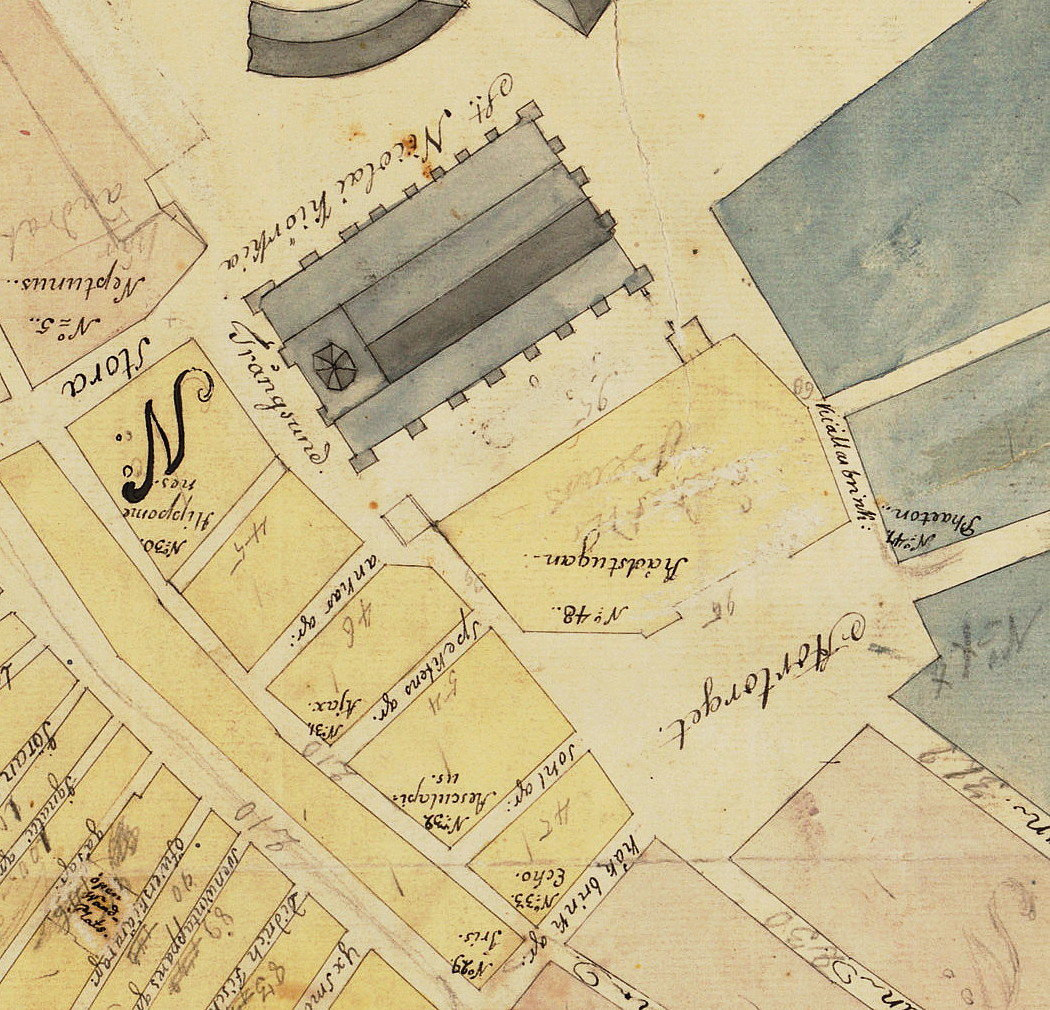
1733
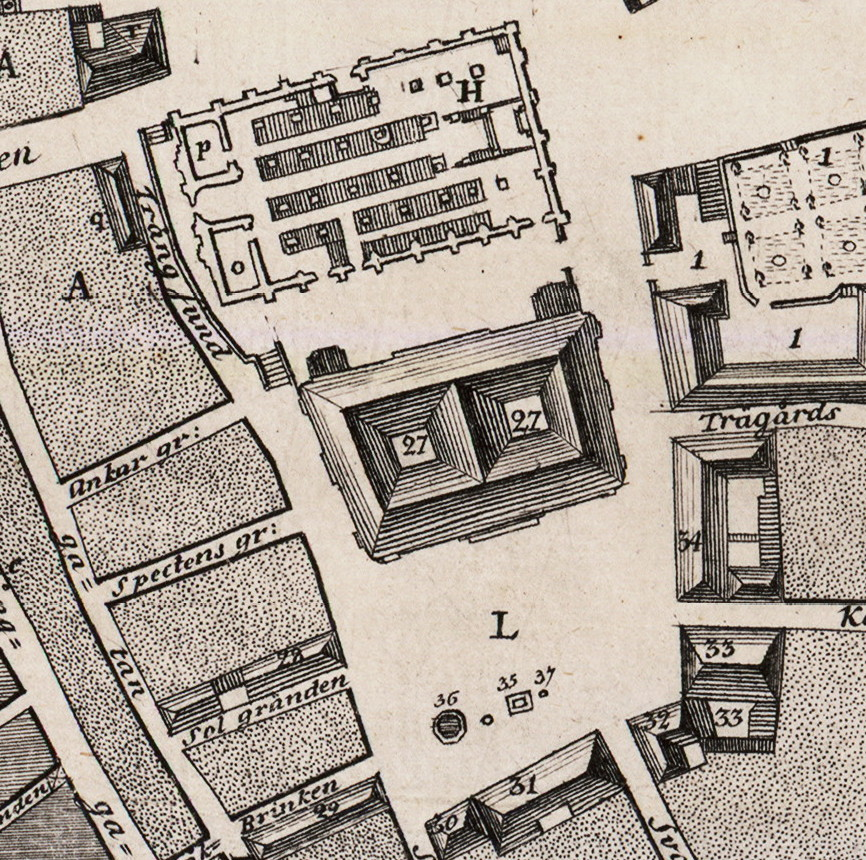
1771
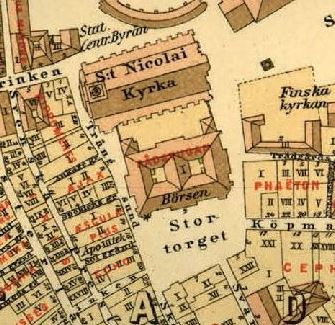
1885
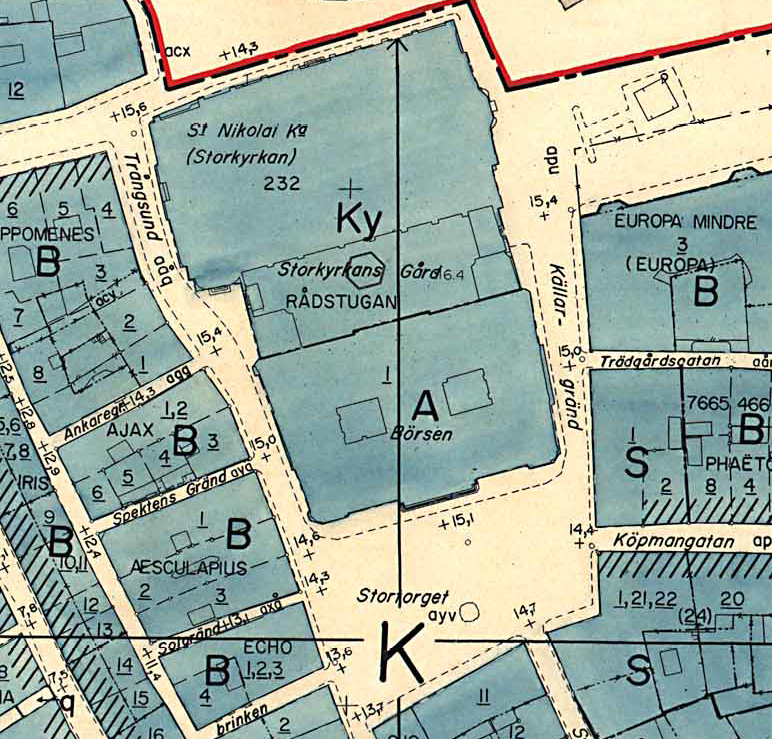
1978